# I Remember Better When I Paint
I Remember Better When I Paint é um documentário estadunidense de 2009, dirigido por Eric Elléna e Berna Huebner, e narrado por Olivia de Havilland. A produção retrata o impacto positivo da arte e outras terapias criativas em pessoas com doença de Alzheimer, além da demonstração de como essas abordagens podem mudar a forma como a doença é vista pela sociedade. O filme examina a maneira como as artes criativas contornam as limitações dos distúrbios de demência e mostra como a imaginação ainda vibrante dos pacientes é fortalecida por meio da arte terapêutica.

## Sinopse
A produção apresenta uma entrevista com Yasmin Aga Khan, presidente da Alzheimer's Disease International e filha da atriz Rita Hayworth, que sofria de Alzheimer, descrevendo como sua mãe começou a pintar enquanto lutava contra a doença. A inspiração para o filme é a história de Hilda Goldblatt Gorenstein, que também sofria com a doença. Enquanto pintava, a mobilidade e a fala de Hilda começaram a melhorar, assim como sua qualidade de vida.
O documentário inclui entrevistas com renomados neurologistas, que explicam como atividades criativas envolvem áreas do cérebro que não são danificadas pela doença e, assim, despertam um senso de personalidade, identidade e dignidade. Os médicos entrevistados incluem Robert Neil Butler, diretor fundador do National Institute of Aging; Sam Gandy, do Mount Sinai Medical Center; Gene D. Cohen, da Universidade George Washington; Robert Green e Bob Stern, da Universidade de Boston; e Avertano Noronha, da Universidade de Chicago. O filme demonstra a interseção entre os mundos artístico, médico e científico.

## Lançamento
O filme foi selecionado para ser transmitido no Flager Film Festival de 2016, no Rhode Island International Film Festival de 2010, e no Bel Air Film Festival de 2009. Em 2014 e 2015, o filme foi transmitido em canais públicos de televisão nos Estados Unidos durante o mês de conscientização do Alzheimer, em novembro. "I Remember Better When I Paint" foi lançado como parte de um pacote de DVD que inclui o documentário e uma série de curtas-metragens complementares que destacam ainda mais os programas especiais para pessoas com Alzheimer, além de detalhar instruções para organizações de passeios, criações de oficinas criativas ou recriações de laços sociais entre pessoas sofredoras da doença e suas famílias.

## Mídia social
Em 2015, o Twitter do documentário consagrou-se finalista em uma categoria beneficente do Shorty Awards, evento anual que homenageia o que há de melhor nas mídias sociais. Dos sete indicados, o Prêmio de Melhor em Caridade naquele ano foi concedido à Fundação Gates. Em 2020, a conta foi eleita entre as dez melhores do Twitter no prêmio anual WEGO Health Activists Awards.